# NGC 4426
NGC 4426 (другое обозначение — NGC 4427) — двойная звезда в созвездии Волосы Вероники.
Впервые он был замечен Генрихом Луи д'Аррестом 21 апреля 1865 года и внесён в каталог как объект типа «туманность». 22 апреля 1886 года Гийом Бигурдан наблюдал его и также внёс в каталог как объект типа «туманность». Джон Дрейер, составляя свой «Новый общий каталог», подозревал, что эти астрономы наблюдали один и тот же объект, но не со 100% уверенностью он каталогизировал оба этих наблюдения под номерами NGC 4426 и NGC 4427. 
Этот объект занесён в новый общий каталог несколько раз, с обозначениями NGC 4426, NGC 4427.
Этот объект входит в число перечисленных в оригинальной редакции «Нового общего каталога».